# Дафні Зуніґа
Дафні Юридісі Зуніґа (англ. Daphne Eurydice Zuniga; 28 жовтня 1962, Берклі, Каліфорнія, США) — американська акторка та продюсер.

## Життєпис
Дафні Зуніґа народилася 28 жовтня 1962 року в Берклі, Каліфорнія в родині професора філософії Хоакіна Альберта Зуніґа Масаріеґоса з Гватемали та Аґнес (Янавіч), яка мала польське та фінське походження. У Сан-Франциско Дафні Зуніґа вступила до Американської консерваторії-театру, де вивчала акторську майстерність.
Коли батьки розлучилися, Дафні, її молодша сестра Дженіфер і мати переїхали до Вермонту, де в 1980 році вона закінчила школу «Woodstock Union High School» у Вудстоку. Після закінчення середньої школи вона вступила в 1980 році до Університету Каліфорнії, де стала вивчати театральне мистецтво.
Особливо популярною Дафна Зуніґа стала в 90-ті роки 20 століття, коли почала активно зніматися в телевізійному серіалі «Район Мелроуз». До цього вона також грала в багатосерійних телевізійних фільмах, проте виконувала переважно епізодичні ролі. Пізніше Дафні працювала і в галузі озвучування.
У 2004—2005 роках Дафні Зуніґа зіграла роль в «Американські мрії». Всупереч на те, що телевізійна діяльність Дафні була більш плідною, вона непогано проявила себе і в художніх фільмах.

## Особисте життя
Дафні мала безліч романтичних стосунків, в тому числі з Біллі Марті й Річардом Олів'є.

## Вибрана фільмографія
Акторка
- 1982 — «Будинок, де падає кров» / Деббі
- 1984 — «Криваве посвячення» / Келлі Фейрчайлд / Террі Рендал
- 1985 — «Певна справа» / Елісон Бредбюрі
- 1985 — «Сучасні дівчата» / Марго
- 1987 — «Космічні яйця» / Принцеса Веспа
- 1988 — «Останній ритуал» / Анджела Де Вега
- 1989 — «Муха 2» / Бет Логан
- 1992 — «Божевілля повного місяця» / Молода місис Міллер
- 1992—1996 — Район Мелроуз / Melrose Place
- 2000 — «Вороги сміху» / Джуді
- 2003 — «Закон і порядок: Спеціальний корпус» / Емма
- 2008 — «Школа виживання» / Вікторія Девіс
- 2010 — «День подяки» / Клаудіа

Дубляж
- 1999 — Бетмен майбутнього

Продюсер
- 2010 — «День подяки»